# 2016 리그 오브 레전드 챔피언스 코리아 스프링
리그 오브 레전드 챔피언스 코리아 스프링 2016는 리그 오브 레전드 챔피언스 코리아의 열 한번째 시즌이다.

## 승격강등전
| 챔피언스 하위 | Longzhu, 스베누 소닉붐 |
| 챌린저스 상위 | 다크 울브즈, 에버      |

### 경기 및 결과
| Group | 대 진 표      | 대 진 표 | 대 진 표    | 대 진 표 | 일 정           |
| ----- | ------------- | -------- | ----------- | -------- | --------------- |
| 1일차 | LongZhu       | 3        | 다크 울브즈 | 1        | 2015년 9월 11일 |
| 2일차 | 스베누 소닉붐 | 3        | 에버        | 1        | 2015년 9월 12일 |

## 정규시즌

### 참가팀
| 시드 | SK텔레콤 T1, KT 롤스터, ROX 타이거즈, CJ 엔투스, 콩두 몬스터 , 진에어 그린윙스, 삼성 갤럭시, 아프리카 프릭스 |
| 잔류 | 롱주 게이밍, 스베누 소닉붐                                                                                   |

### 정규시즌 순위
| 순위 | 팀              | 승 | 패 | 득실차 | 비고 |
| ---- | --------------- | -- | -- | ------ | ---- |
| 1    | ROX 타이거즈    | 16 | 2  | 27     | -    |
| 2    | KT 롤스터       | 13 | 5  | 14     | -    |
| 3    | SK텔레콤 T1     | 12 | 6  | 11     | -    |
| 4    | 진에어 그린윙스 | 10 | 8  | 7      | -    |
| 5    | 아프리카 프릭스 | 10 | 8  | 2      | -    |
| 6    | 삼성 갤럭시     | 9  | 9  | 0      | -    |
| 7    | CJ 엔투스       | 9  | 9  | -4     | -    |
| 8    | 롱주 게이밍     | 8  | 10 | 0      | -    |
| 9    | 스베누 소닉붐   | 2  | 16 | -23    | -    |
| 10   | 콩두 몬스터     | 1  | 17 | -28    | -    |

- 순위는 승리-득실차-승자승 순
- 굵은 글씨는 포스트시즌 진출, 기울어진 글씨는 승격강등전

## 포스트시즌
|  | 와일드카드 | 와일드카드      | 와일드카드 |  |  | 준플레이오프 | 준플레이오프    | 준플레이오프 |  |  | 플레이오프 | 플레이오프  | 플레이오프 |  |  | 결승전 | 결승전       | 결승전 |
|  |            |                 |            |  |  |              |                 |              |  |  |            |             |            |  |  |        |              |        |
|  |            |                 |            |  |  |              |                 |              |  |  |            |             |            |  |  | 1      | ROX 타이거즈 | 1      |
|  |            |                 |            |  |  |              |                 |              |  |  | 2          | KT 롤스터   | 0          |  |  | 3      | SK텔레콤 T1  | 3      |
|  |            |                 |            |  |  | 3            | SK텔레콤 T1     | 3            |  |  | 3          | SK텔레콤 T1 | 3          |  |  |        |              |        |
|  | 4          | 진에어 그린윙스 | 2          |  |  | 4            | 진에어 그린윙스 | 1            |  |  |            |             |            |  |  |        |              |        |
|  | 5          | 아프리카 프릭스 | 0          |  |  |              |                 |              |  |  |            |             |            |  |  |        |              |        |

## VR생중계
OGN측에서는 KT와 CJ E&M과 제휴하여 4월 23일 잠실 체조경기장에서 열리는 ‘LoL 챔피언스 코리아 스프링 2016’ 결승전을 세계최초로 E스포츠 VR생중계로 제공 할 예정이다.
이번 VR생중계는 올레TV 모바일과 KT Giga VR로 게임부스와 해설석의 다양한 뷰를 선택해서 시청 할 수 있는 멀티 채널을 통해 UHD급 고화질로 중계된다. 결승전에서 격돌하는 양 팀의 게임부스와 중계석을 다양한 화면으로 볼 수 있어 현장의 팽팽한 긴장감과 열기를 확인할 수 있다.